# 李宙哲
李宙哲（1944年—2002年），朝鲜族，前中国足球运动员，场上位置是边锋，1969年入选中国国家足球队，担任主力右边锋。

## 职业生涯
1964年开始在空军足球队踢球，1969年入选中国国家足球队，担任主力右边锋，先后参加过第七届亚运会和第六届亚洲杯，并出访过近三十个国家和地区。李宙哲身材不高但脚法出色，速度、爆发力均出类拔萃，当时曾被称为亚洲最佳右边锋。。
1976年退役，执教成都军区足球队。1977年后，执教八一队达18年之久，培养了包括贾秀全、李勇、郝海东、肖坚、王涛和江津等在内的13名优秀选手。
1999年，受邀出任青海队总教练。

## 逝世
2002年，李宙哲在北京的一家朝鲜风味餐厅参加聚会，因被安排在二楼，在去楼下取东西的时候，从楼梯上摔下，直接摔到了后脑，当即休克，随即被送往北京309医院抢救，最终脑死亡，终年58岁。